# Rain Falls in Grey
Rain Falls in Grey is het 28e album van Radio Massacre International, een groep die experimenteert binnen de elektronische muziek en spacerock.
Het album is opgedragen aan in de juli 2006 overleden zanger en gitarist van Pink Floyd, Syd Barrett. De meeste composities dateren dan ook van vlak daarna, maar sommige dateren van november 2005. Aangezien hun muziek meestal geschreven is voor synthesizers en soortgelijke instrumenten, is ter wille van de nagedachtenis het instrumentarium enigszins aangepast; gitaar en drums doen hun intrede. Ook is inspiratie gehaald uit de psychedelische muziek van Gong en Daevid Allen. De glissandogitaar duikt op. Het blijft niet alleen bij een muzikale verwijzing naar Gong; het hoesontwerp is van Daevid Allen, met Zero The Hero op de voorplaat.
Het album is opgenomen in hun eigen Greenhouse studio te Stockport.

## Musici
- Steve Dinsdale: toetsen, drums, percussie, klokkenspel, looper, zang;
- Gay Houghton: gitaar, glissandogitaar, synthesizer, looper, zang;
- Duncan Goddard: toetsen, basgitaar, mellotron, sequencer;

### Gastmusici
- Martin Archer: saxofoon (sopranino-, alt- en bariton-), basklarinet, basblokfluit;
- Cyndee Lee Rule: elektrische viool.

## Muziek
| Nr. | Titel                 | Duur  |
| --- | --------------------- | ----- |
| 1.  | Rain falls in Grey... | 17:11 |
| 2.  | Bett'r day-s          | 11:45 |
| 3.  | Shut up               | 4:56  |
| 4.  | Syd                   | 2:46  |
| 5.  | Emissary              | 8:44  |
| 6.  | Legacy                | 3:34  |
| 7.  | ...far away           | 10:56 |